# Hydrie des mystères d'Éleusis
 (octobre 2016).
Si vous disposez d'ouvrages ou d'articles de référence ou si vous connaissez des sites web de qualité traitant du thème abordé ici, merci de compléter l'article en donnant les références utiles à sa vérifiabilité et en les liant à la section « Notes et références ».
 (février 2017).
On appelle Hydrie des mystères d'Éleusis une céramique grecque antique à figures rouges et rehauts peints datant du IVe siècle av. J.-C., représentant la réunion de Déméter et Perséphone à l'occasion du printemps. Elle était utilisée dans le cadre des célébrations des mystères d'Éleusis, culte secret en hommage aux déesses et à la renaissance de la nature. Cette hydrie s'inscrit dans le style de Kertch. Elle est aujourd'hui exposée au musée des Beaux-Arts de Lyon.

## L’œuvre

### La céramique à figures rouges

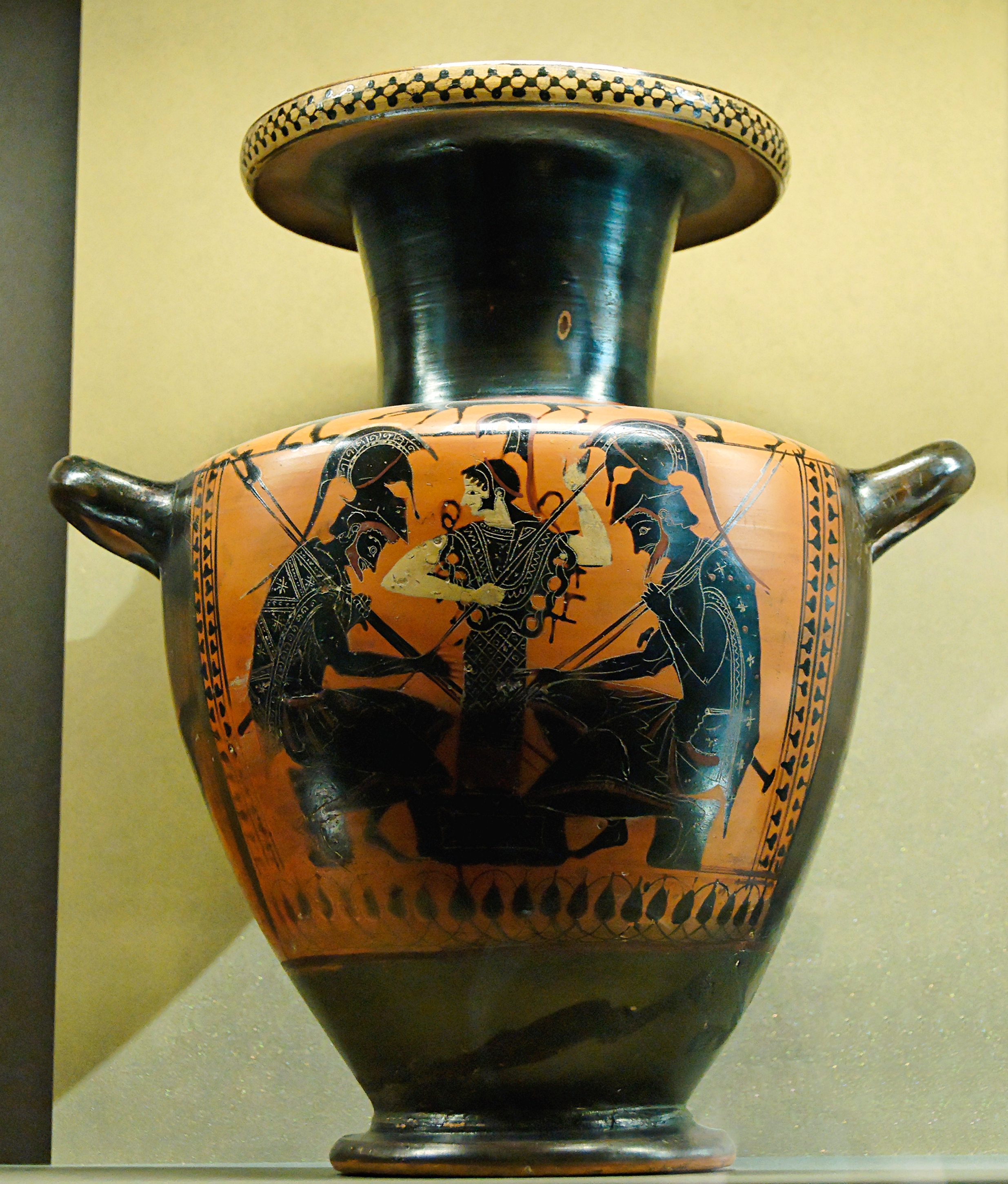
Face A d'une hydrie attique à figures noires, vers 520-510 av. J.-C., Paris, musée du Louvre.

L’œuvre est une hydrie, c’est-à-dire un vase destiné au transport et au service de l’eau, se caractérisant par une large panse, une embouchure évasée, deux anses horizontales pour le transport et une anse verticale pour le service du liquide. 
D’une hauteur de 46,5 cm et d’une largeur de 25,5 cm, c'est une hydrie à figures rouges dans le dernier style des vases à figures rouges, le style de Kertch. 
Dans les vases à figures rouges le vase, en terre cuite, est recouvert d’un engobe noir (qui revêt un aspect métallique et brillant avec la cuisson) à l’exception du décor et des figures qui gardent la couleur orange clair de l’argile cuite naturelle. Avec le style de Kertch des rehauts peints complètent le tableau figuratif en permettant l’ajout des couleurs : rose, vert, doré ou blanc pour les chairs de Perséphone et Déméter. Cette technique de céramique à figures rouges permet, en plus d’une précision des visages et des drapés, une certaine liberté dans le  décor.
Le travail de l’artiste ne se limite pas au tableau figuratif, ou à la forme du vase, mais s’élargit à tous les ornements, qui rappellent le sens de la scène. Sur la lèvre, le vase est orné d’une frise d’oves. Autour du col on peut distinguer des épis de blé, et le dos de l’hydrie est recouvert de palmettes, ornements en forme de palmes stylisées. Le revers est donc constitué d’un décor végétal, dont le motif principal est la feuille de palmier. Les lignes courbes et les volutes soulignent et mettent en reliefs ce motif. Le décor se fait mouvant et foisonnant, en opposition avec le statisme des trois divinités de la scène. La récurrence des motifs végétaux fait de nouveau référence au cycle des saisons, à la culture du blé (Déméter) et de la vigne (Dionysos), qu’évoque déjà la scène entre les trois divinités.

### Son histoire
L’hydrie des mystères d’Éleusis, datée d’environ -375/-350, a été trouvée en 1883 dans la nécropole Sainte-Marie de Capoue, en Italie du Sud. Initialement trouvée dans une tombe avec un autre grand vase en céramique, cette hydrie appartenait à la collection d’Alessandro Castellani. Elle a été transférée dans la collection Tyszkiewicz lors de la vente organisée au palais Castellani à Rome du lundi 17 mars au Jeudi 10 avril 1884. Enfin elle a été achetée par le musée des Beaux Arts de Lyon lors de la vente de la collection de Tyszkiewicz à Paris en 1898.
Sa découverte dans une tombe amène à développer l’hypothèse que cette hydrie était enterrée avec un pèlerin, probablement initié au culte à mystères d’Éleusis. De plus, elles auraient pu être enterrées avec ce pèlerin car les mystères d’Éleusis donnent l’espoir d’une vie après la mort.

## Le sujet
L’hydrie des mystères d’Éleusis présente une scène illustrant le culte des mystères d'Éleusis. 

### Les personnages
Les personnages de cette scène sont tout d’abord Déméter puis Perséphone, Dionysos, Triptolème et les Ménades.

#### Déméter
Déméter, deuxième fille des titans Cronos et Rhéa, est la déesse de la fertilité, de la culture et de la moisson. Elle est associée à la ville d’Éleusis. Dans la mythologie, Déméter perdit sa fille Perséphone enlevée par Hadès, et dans son immense douleur refusa ses bienfaits à la Terre, privant ainsi les hommes de ressources. Selon le mythe la déesse, descendue sur Terre pour trouver sa fille, s’est rendue à Éleusis sous la forme d’une vieille dame. Elle y fut accueillie par la reine Métanira. Pour la remercier de son hospitalité, elle lui proposa d’élever son fils Démophon. Déméter voulait le rendre immortel. Pour cela elle le trempait dans l’ambroisie le jour et le plaçait dans le feu la nuit, ainsi la mortalité de l’enfant disparaîtrait dans les flammes. 
Mais Métanira avertie par une servante le découvrit et démasqua la déesse, ce qui provoqua la rage de celle-ci. Elle ordonna alors au roi Céléos de construire un temple en son honneur. Déméter s’enferma un an dans ce temple, délaissant les terres et les cultures, amenant à la destruction des hommes. Zeus, pour remédier à la colère de sa sœur, passa un accord avec Hadès. Perséphone devrait passer la période des semailles et des moissons auprès de sa mère et l’hiver auprès de son époux.
Déméter demanda à Triptolème, à qui elle confia son char tiré par des dragons ailés, de s’en servir pour enseigner les secrets de l’agriculture à l’humanité et remédier à leur destruction. 

#### Perséphone
Perséphone, est la fille de Déméter et Zeus, bien que souvent décrite comme la fille du Styx. On associe souvent à Perséphone la création des saisons et à la renaissance, elle règne aussi sur les enfers aux côtés de son mari Hadès. Elle était très protégée par sa mère Déméter qui l’aimait plus que tout mais un jour, alors qu’elle cueillait des fleurs, Perséphone s’approcha d’une Narcisse, sans savoir qu’elle était observée par Hadès, qui l’avait remarquée et voulait faire de Perséphone sa reine. Il l’a kidnappa et l’amena aux enfers. Perséphone fut alors contrainte de l’épouser et devint la reine des enfers. Devenue inconsolable, sa mère laissa périr la terre et les hommes. Son père Zeus alarmé par l’état de Déméter, passa un accord avec Hadès. Cet accord consistait à partager le temps de la jeune fille, elle serait avec sa mère entre les semailles et les moissons l'été, puis avec son époux pendant l’hiver. On conte souvent cette histoire comme l’origine de la création des saisons. Le culte de Perséphone est lié aux villes d’Éleusis, Thèbes et Mégare. Son retour sur terre au moment du printemps est pour les fidèles une promesse de leur propre résurrection.

#### Dionysos
Dionysos, est le fils de Zeus et Sémélé, princesse thébaine qu’il ramena des enfers en Olympe. Il est associé à la ville de Thèbes. Sémélé voulut voir Zeus dans toute sa magnificence, mais simple mortelle qu'elle était, elle mourut sur place. Zeus retira alors de ses entrailles l’enfant qu’elle portait, le cousit dans sa cuisse et le couva jusqu’à ce que vienne au monde le jeune Dionysos. Il est l’unique Dieu dont les parents ne sont pas tous deux divins. Il est Dieu du vin et de la fécondité. Pour échapper à la colère d'Héra, il a erré d'un endroit à l'autre, il a parcouru le monde accompagné de ses bacchantes et a enseigné la culture de la vigne et la fabrication du vin.
Sa vie se déroule entre fêtes, beuveries et orgies qu'on appelle les Bacchanales. Héra pour se venger de l'infidélité de Zeus rendit Dionysos fou. Mais il fut guéri plus tard par Rhéa. Bien que considéré comme un Dieu étranger, il parvint à l'Olympe en épousant Ariane. 

#### Triptolème
Triptolème est, selon la tradition principale, fils de Céléos et Métanire, le roi et la reine d’Éleusis. Il est le héros grâce auquel l’humanité apprend l’agriculture, devenant plus civilisée. Déméter lui fit cadeau de son char, tiré par des dragons ailés, ainsi que des grains de blé pour qu’il répande son culte, les mystères d’Éleusis, sur toute la Terre. La confiance de la déesse envers Triptolème lui apporta beaucoup d’ennemis, qui jaloux, tentèrent de le tuer.

#### Les Ménades
Les Ménades, ou Bacchantes saisies de folie furieuse, sont décrites comme des femmes rendues délirantes par le vin. Elles se précipitaient à travers les bois, se lançaient à l’assaut des collines et les dévalaient en poussant des cris aigus. Rien ne pouvant les arrêter, elles mettaient les animaux en pièces sur leur passage et en dévoraient les lambeaux de chair sanglants en chantant. Les Dieux aimant voir régner le calme et la prospérité dans leurs temples, n’accordèrent pas de temples aux Ménades. Cependant celles-ci trouvaient refuge dans la nature inculte, les  montagnes les plus sauvages, les forêts les plus profondes. Là, Dionysos les abreuvaient et les nourrissaient. Elles dormaient sur la mousse et se baignaient dans un ruisseau,, elles se réveillaient avec un sentiment de paix et de fraîcheur célestes. Il entrait beaucoup de beauté dans leur habitat mais le festin sanglant y était toujours très présent. Les Ménades sont le plus souvent représentées dansant autour de Dionysos dans les cultes qui lui sont dédiés.

### La scène

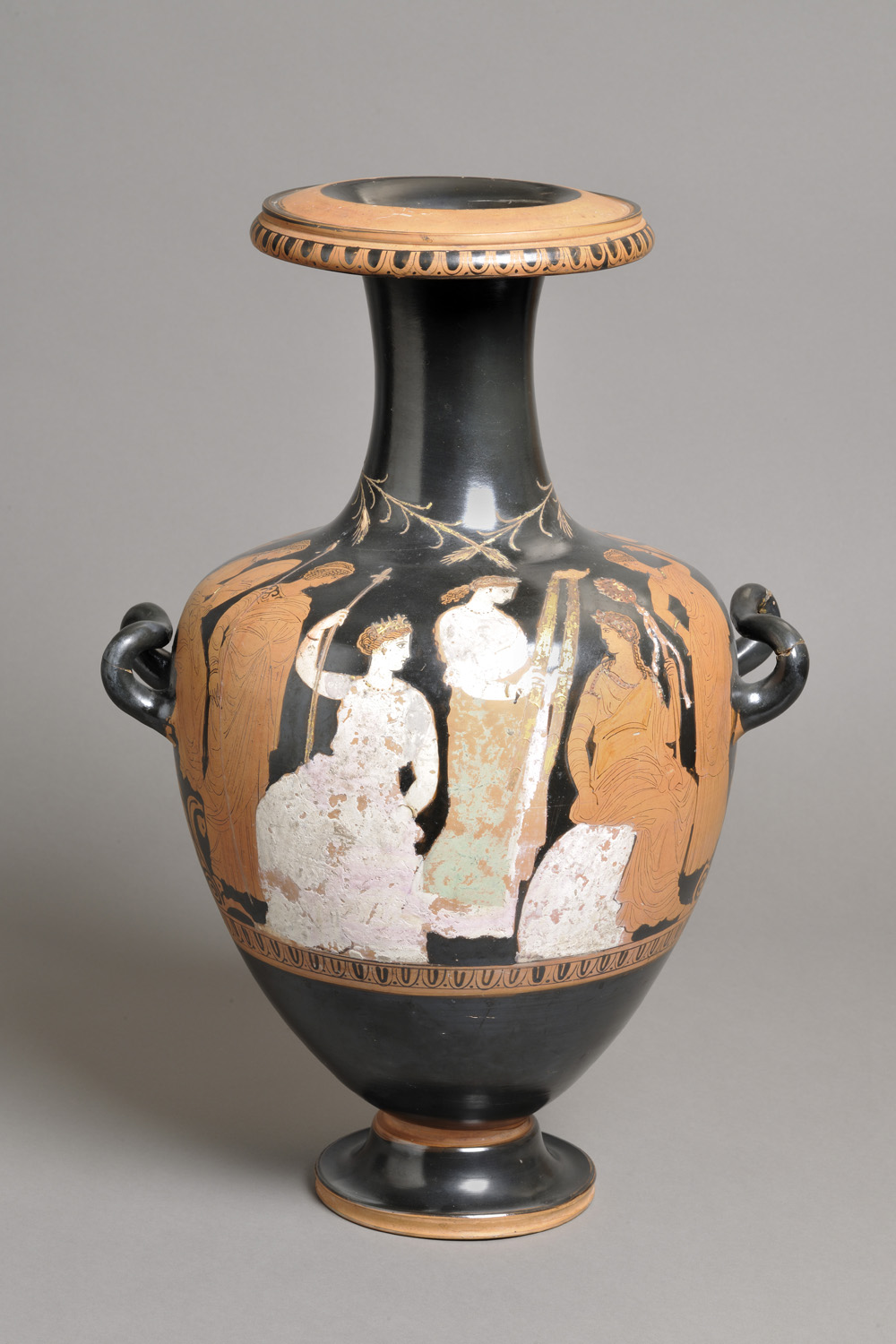
Face B de l’Hydrie des mystères d'Éleusis, musée des Beaux-Arts de Lyon.

Ces cinq personnages sont mis en scène sur le tableau figuratif situé sur le côté face de l’hydrie. L’utilisation de couleurs : verts, rose, gris blanc et doré permet de reconnaître et de mettre en valeur les trois divinités du centre, représentées dans une attitude assez statique :
Perséphone est debout au centre, vêtue d’un chiton  rose pâle, et d’un himation vert d’eau. Elle est couronnée de feuilles d’or, et ses cheveux sont noués en chignon. Elle est parée de boucles d’oreilles, d’un collier, de bracelets, de fibules  et de boutons d’or, et tient deux torches, elles aussi dorées, associées au royaume des morts duquel la déesse revient.
Juste à gauche, sa mère Déméter est elle aussi drapée d’un chiton rose tendre et parée de bracelets, de fibules, de boucles d’oreilles ainsi que d’un diadème d’or décoré de bossages  et de rayons. Son bras gauche repose sur le siège sur lequel elle est assise, peint (à l’origine) de bandes alternativement blanches et roses, tandis que son bras droit tient son sceptre doré.
À droite de Perséphone se tient Dionysos qui la regarde, reconnaissable grâce à son attribut traditionnel,  le thyrse : bâton entouré de feuilles, surmonté d’une pomme de pin et ici orné de bandelettes roses,  qu’il tient dans sa main gauche. Le dieu de la vigne et du vin est couronné de lierre doré, il avait à l’origine lui aussi une teinte rosée, même si aujourd’hui sa couleur est plus proche de celle des figures rouges. Il est assis sur l’Omphalos, aussi appelé nombril du monde, point symbolique situé au centre de l’Occident ou de l’Orient. Il est associé ici au culte de Déméter auprès de laquelle il a pris place à Éleusis alors qu’il ne faisait pas partie du mythe à l’origine, mais pour une raison aujourd’hui ignorée.
Des personnages secondaires moins travaillés, de la couleur rouge de l’argile cuite, encadrent la scène : une ménade jouant du tambourin, une ménade dansante et Triptolème, « roi d’Éleusis » qui a transmis aux hommes l’agriculture, selon l’enseignement de Déméter, à l’origine du culte d’Éleusis.
Le vase ne narre pas un épisode du mythe à proprement parler mais les personnages présents évoquent le cycle des saisons et la renaissance du printemps, lorsque Perséphone rejoint sa mère Déméter, déesse de la Terre après l’hiver passé aux enfers avec son mari Hadès. La réunion de la mère et la fille entraîne alors le renouvellement de la flore et donc des récoltes, à l’origine du culte des mystères d’Éleusis.

### Les mystères d’Éleusis
Dans la mythologie, lorsque Perséphone est enlevée par Hadès, Déméter, désespérée, se rend, sous la forme d’une mendiante âgée dans la ville d’Éleusis, au nord-ouest d’Athènes. C’est pour remercier le roi de la ville de son aide que Déméter dévoile son « mystère », soit le secret de la culture du blé, donnant naissance à l’agriculture. Par la suite, le fils du roi d’Éleusis, Triptolème fonde les célébrations des mystères d'Éleusis. Ce culte, voué à Déméter, et auquel Dionysos a ensuite été associé, s’est répandu dans tout l’empire grec puis l’empire romain.
Les initiés aux mystères d’Éleusis participaient à une vie religieuse très active, ils célébraient Déméter pour les récoltes, et espéraient une vie après la mort. Il existe très peu de textes sur ces mystères qui devaient demeurer secrets et qui n’étaient réservés qu’aux seuls initiés, mais l’archéologie et l’art ont permis d’en comprendre les grandes lignes et les finalités. L’hydrie, qui illustre une scène des mystères d’Éleusis, permet de retrouver les thèmes célébrés lors des cérémonies : l’agriculture, le cycle des saisons, la renaissance après la mort, symbolisée par le retour des enfers de Perséphone. On peut donc émettre l’hypothèse que l’hydrie, en rendant hommage à Déméter, était utilisée lors des cérémonies, ou appartenait à un initié aux mystères d’Éleusis.

## Les courants dans lesquels l’œuvre s’inscrit

### Le style deKertch
Comme beaucoup de céramiques à figures rouges, l’artiste de l’Hydrie des Mystères d’Éleusis est demeuré anonyme. Toutefois le vase a été identifié comme relevant du style de Kertch.
Inventée au VIe siècle av. J.-C., la céramique à figures rouges a connu plusieurs courants, jusqu’à sa disparition à la fin du IVe siècle av. J.-C. La production de céramique selon cette technique, qui donne plus de liberté à l’artiste par rapport à la céramique à figures noires en permettant un plus grand réalisme, plus de souplesse pour le décor, et une plus grande précision, connaît une sorte de décadence, en parallèle avec la chute de l’empire athénien ; on assiste à une certaine médiocrité dans la conception et une banalisation de sujets trop répétés. Néanmoins, vers -370, et jusqu’à environ -320, un regain de qualité va se faire sentir avec l’émergence du style de Kertch. 
Le site de Kertch, situé en Crimée, sur la mer Noire (Panticapée dans l’Antiquité), où de nombreux vases ont été trouvés, a donné son nom au dernier courant de production de céramiques à figures rouges. Ce « style de Kertch » reprend les tendances décoratives déjà présentes à la fin du Ve siècle, et se caractérise par sa polychromie, les couleurs pastel s’ajoutent aux plages de peinture blanche et aux dorures. 
Le style de Kertch s’est surtout exprimé sur des cratères en calice de petite taille, des hydries, des pélikès  et des lékanis .  
Ce style a disparu vers -320, en même temps que la production de céramiques à figures rouges.

### Les formes de la céramique grecque
L’hydrie, issue du grec « eaux », est un vase à trois anses utilisé pour recueillir l’eau. Bien que dans sa définition un vase soit un objet utile au quotidien, on lui trouve d’autres fonctions. Notamment pour les services funéraires, durant lesquels les vases étaient offerts en offrandes pour être enterrés avec les morts. De ce fait les tombes sont les lieux où a été retrouvé le plus grand nombre de vases grecs, bien qu’on en retrouve aussi certains dans les sanctuaires ou plus rarement dans des habitations. Les vases servaient dans les services funéraires pour diverses raisons, certains servaient d’urne cinéraire, d’autres pouvaient être découpés pour servir de cercueil pour des enfants ou bien pouvaient représenter des objets d’art rendant hommage à une personne. On retrouve toutes sortes de vénérations dans ces offrandes comme pour les athlètes qui étaient enterrés avec des vases aux formes d’appareils génitaux masculins, qui étaient pour eux l’égal de trophées sportifs.
Les différents types de vases grecs se divisent en quatre catégories. La première étant les vases de conservation et transport dont les hydries font partie avec les amphores. La seconde correspond aux vases utiles pour les soins et la toilette comme le lécythe, le pyxis, l’aryballe, et la loutrophore (plus utilisé pendant les noces et les cérémonies de mariages). La troisième catégorie est celle des fêtes et rituels dont le phiale ou la coupe. Pour finir, la dernière catégorie est celle du service de table (surtout pour des célébrations) comme le cyathe, la canthare ou encore le cratère en calice.

### Sources
- Dossier d’œuvre, inv. E 388-a, archives du musée des Beaux-Arts de Lyon.
- « Hydrie des Mystères d'Eleusis », notice sur le site du musée des Beaux-Arts de Lyon (en ligne).